# Santi Vila i Vicente
Santiago Vila i Vicente, més conegut com a Santi Vila, (Granollers, 15 de març de 1973) és un historiador i polític català. Ha estat diputat al Parlament de Catalunya (2006-2013), alcalde de Figueres (2007-2012), conseller de Territori i Sostenibilitat (2012-2016), conseller de Cultura (2016-2017) i conseller d'Empresa i Coneixement (2017). Defensa el liberalisme de base progressista, i es defineix a si mateix com a catalanista no nacionalista, de perfil moderat i pactista.
Des de gener de 2018 és director general d'Aigües de Banyoles i des de febrer de 2018 és articulista d'opinió de La Vanguardia. Des de juliol de 2023 és president del Comitè Assessor d’Infrastructures, un càrrec d'assessor sense retribució, nomenat per Jaume Collboni.

## Activitat docent i investigadora
Fill únic, va realitzar els seus estudis primaris i secundaris a l'Escola La Salle de Figueres. Durant gran part de la seva etapa educativa va ser escolta, començant com a llobató i acabant com a monitor. Després de cursar el Curs d'Orientació Universitària (COU) a l'IES Alexandre Deulofeu, el 1996 es va llicenciar en Lletres de la Universitat de Girona, especialitzat en història.
Entre 1995 i 1999 Va fer cursos de Doctorat a la Universitat Autònoma de Barcelona i a la de Girona. El seu mentor acadèmic i director d'investigació pre-doctoral fou Jordi Canal Morell, expert en carlisme i molt crític amb el nacionalisme català.
Com a docent, va impartir classes al col·legi La Salle de Figueres i a les Facultats de Lletres i de Ciències Econòmiques i Empresarials de la Universitat de Girona, on va ensenyar història contemporània i econòmica entre 2001 i 2004. Ha publicat diversos articles científics i de divulgació sobre l'integrisme catòlic a Catalunya. Durant anys va deixar aparcada la seva recerca doctoral, fins que el 2017 el també historiador Xavier Baró va dirigir la seva recerca des de la Universitat Internacional de Catalunya. Finalment, el juliol de 2017 va obtenir el títol de doctor amb una tesi sobre el personatge de Fèlix Sardà i Salvany, amb el títol "Fèlix Sardà i Salvany, influencer integrista, en temps del sexenni i la restauració". Com a investigador, Vila també s'ha interessat per qüestions relacionades amb la memòria històrica, amb treballs com Elogi de la memòria, que va obtenir el reconeixement dels Premis Octubre de 2004, guanyant el premi Joan Fuster d'assaig. En l'àmbit local, va ser articulista habitual del setmanari Hora Nova i també va col·laborar amb articles d'opinió i tertúlies radiofòniques en diversos mitjans.

## Activitat política

### Alcaldia de Figueres
Va començar a militar a Esquerra Republicana de Catalunya (ERC). En les eleccions municipals de 1991 a Figueres, es va presentar com a candidat ocupant el cinquè lloc de la llista d'ERC. El 1995 va arribar a ser el president local del partit.
Posteriorment es faria militant de Convergència Democràtica de Catalunya (CDC) i el 1999 seria escollit regidor de l'Ajuntament de Figueres per Convergència i Unió (CiU) en una candidatura encapçalada per la farmacèutica Maria Àngels Perxas. També va començar a dirigir l'àrea de Benestar Social del Consell Comarcal de l'Alt Empordà, càrrec que exercí fins al novembre de 2006, quan va ser elegit diputat a les eleccions al Parlament de Catalunya de 2006.
El 2007 es va presentar com a candidat per CiU a l'alcaldia de Figueres a les eleccions municipals i va ser escollit alcalde. Una de les seves propostes principals durant la campanya era convertir la part nord del Castell de Sant Ferran en la ciutat del cavall, projecte que mai es va acabar de realitzar. Va establir cinc línies d'actuació durant el seu primer mandat: ciutat compacta, creativa, de detalls, verda i oberta. La crisi econòmica, però va aturar moltes de les seves propostes inicials, tot i que es van engegar alguns projectes com la construcció d'un pàrquing soterrat o un Pla integral per renovar el cas antic, amb unes inversions municipals que van arribar als 40 milions d'euros de pressupost. Entre 2007 i 2010 va governar en tripartit amb ICV i el PSC, fins que Vila va cessar Ciro Llueca, regidor de cultura socialista, forçant el trencament del govern municipal. Entre 2010 i 2011 va renovar el tripartit, però amb ICV i ERC.
El 2011 va tornar a encapçalar la candidatura de CiU a les eleccions municipals a Figueres, on va obtenir majoria absoluta al Ple de l'Ajuntament i la seva candidatura va guanyar a tots els col·legis electorals. Tot i la majoria absoluta, va proposar als seus socis de l'anterior govern la reedició d'un tripartit, que finalment van rebutjar. Durant el seu segon mandat va impulsar la liberalització dels horaris comercials, la instal·lació de diversos equipaments esportius -defensant partenariats públics i privats- i finalitzar la reforma del nucli antic. També va evitar que Figueres formés part de l'Associació de Municipis per la independència. Durant aquesta època va formar part dels patronats de diverses associacions i fundacions d'àmbit local o comarcal, moltes vinculades al seu càrrec polític.

### Diputat al Parlament de Catalunya
El 2006, ja com a diputat al Parlament, va representar els interessos de l'Alt Empordà i va participar en les comissions d'infraestructures, cultura, educació, universitats i relacions institucionals. A les eleccions al Parlament de Catalunya de 2010, va ser el cap de llista de CiU per la circumscripció de Girona, sent elegit diputat, on va presidir la Comissió de Control de l'Actuació de la Corporació Catalana de Mitjans Audiovisuals entre 2010 i 2012. Durant aquest període va votar en contra de l'abolició de les curses de braus a Catalunya.

### Conselleria de Territori i Sostenibilitat
A les eleccions al Parlament de 2012 repetí com a cap de llista per Girona, sent l'única demarcació on CiU no va perdre cap diputat respecte al 2010. Va ser llavors quan Artur Mas el va nomenar conseller de Territori i Sostenibilitat de la Generalitat, en substitució de Lluís Recoder, motiu pel qual va deixar l'alcaldia de Figueres. Durant la seva etapa com a conseller el Departament va renovar el parc mòbil dels FGC a la línia del Vallès i la línia de l'Anoia, impulsar l'L9 del metro de Barcelona, crear el servei Exprés d'autobusos interurbans, entrar en servei la connexió internacional d'alta velocitat, incrementar la superfície protegida d'alguns Parcs Naturals. També va inaugurar l'aeroport comercial de la Seu d'Urgell i van entrar en servei les Rodalies de Girona i Tarragona. Van quedar pendents la finalització del Metro del Vallès a Sabadell i la implantació de la T-Mobilitat. Durant aquest període va establir una bona relació amb la llavors Ministra de Foment, Ana Pastor, i amb Rafael Catalá.

### Conselleria de Cultura
El 13 de gener de 2016 va ser nomenat conseller de Cultura en el Govern del president Carles Puigdemont i va prendre possessió del càrrec el dia 14 de gener. Durant el seu mandat va posar l'accent en les polítiques de foment de l'hàbit de lectura, l'increment de les aportacions econòmiques a les grans institucions culturals, l'augment dels ajuts als creadors i a les indústries culturals o la promoció major de la literatura catalana. També va impulsar un Pla Nacional de Dansa,va promoure el retorn d'Icat a la FM. Un altre dels temes que va haver de gestionar com a Conseller de Cultura va ser el conflicte amb l'Aragó per les obres d'art religioses de la Franja, en especial el trasllat d'obres al Monestir de Sixena, on va decidir declarar el Museu de Lleida d'interès nacional. També va tancar l'acord per crear el futur Museu d'Art Contemporani de Girona.
Durant aquest període va intentar optar a la Presidència del Consell Nacional del seu partit, però va perdre davant Mercè Conesa, tot i comptar amb el suport de membres rellevants com Carles Puigdemont, Francesc Homs o Albert Batalla.

### Conselleria d'Empresa i Coneixement
El 3 de juliol de 2017, després d'unes polèmiques declaracions del fins aleshores Conseller d'Empresa i Coneixement, Jordi Baiget i Cantons, aquest fou cessat i Vila fou nomenat pel president Carles Puigdemont titular d'aquesta cartera. En diverses entrevistes de 2017 va mostrar-se disponible per a ajudar al seu partit en el càrrec que fes falta. Vila va reclamar que calia tornar als valors originals de Convergència Democràtica, recuperant els valors del centre, amb una proposta progressista, liberal i socialcristiana. El juny del mateix any va aparèixer com un dels candidats del partit per optar a l'Alcaldia de Barcelona a les eleccions municipals de 2019. Durant la seva etapa com a conseller va criticar les campanyes de turismofòbia de la Candidatura d'Unitat Popular (CUP).

### Referèndum d'independència
Vila s'autodefineix com un independentista instrumental. Fou un dels signants del decret de convocatòria del referèndum, però sempre s'ha presentat com un perfil moderat obert a la negociació amb l'Estat Espanyol. El 26 d'octubre de 2017, hores abans de la declaració de la República Catalana, va presentar la seva dimissió en acabar la sessió del ple del mateix dia, anunciant públicament a Twitter: «Dimiteixo. Els meus intents de diàleg novament han fracassat. Espero haver estat útil fins a l'últim minut al president Carles Puigdemont i als catalans». Durant els dies posteriors va fer públic que es podria presentar com a candidat del PDCAT a les eleccions al Parlament de Catalunya de 2017.
El 2 de novembre de 2017 vuit membres del Govern català, entre ells el mateix Santi Vila, Oriol Junqueras, Jordi Turull, Josep Rull, Meritxell Borràs, Carles Mundó, Raül Romeva, Dolors Bassa i Joaquim Forn, declararen davant la jutgessa de l'Audiència Nacional Carmen Lamela, acusats d'un presumpte delicte de sedició i rebel·lió. El fiscal, Miguel Ángel Carballo va sol·licitar presó incondicional per a tots els membres del Govern català, excepte per Santi Vila, qui va pagar una fiança de 50.000 euros que li va permetre passar només una nit a la presó d'Estremera. Vila havia contractat els serveis d'un advocat penalista particular, Pau Molins, conegut per haver defensat la infanta Cristina de Borbó durant el cas Nóos.
Amb la convocatòria de les eleccions al Parlament de Catalunya de desembre de 2017, va anunciar en un article a La Vanguardia que faria "un pas al costat" si el seu partit seguia apostant per la independència unilateral. En aquest context, va afirmar: «Penso que és ben legítim defensar la independència, això sí, per la via escocesa i mai tirant pel dret, al marge de l'ordenament». Mesos després, el juny de 2018, es va donar de baixa del partit.

### Condemna
Fou processat per malversació de fons i desobediència, en el marc del Judici al procés independentista català, que va acabar el 14 d'octubre de 2019 amb una sentència que imposava dures penes a la majoria de processats, Vila, conjuntament amb els dos altres consellers que no estaven en presó preventiva, Carles Mundó i Meritxell Borràs, fou condemnat a una multa de 60.000 euros, i a inhabilitació especial d'un any i vuit mesos per desobediència.

## Activitat empresarial

### Direcció general d'Aigües de Banyoles
El 16 de gener de 2018, un dia després del límit establert pel règim d'incompatibilitats aplicable a alts càrrecs, fou nomenat director general d'Aigües de Banyoles. Entre 2012 i 2016, quan exercí de conseller de Territori i Sostenibilitat de la Generalitat de Catalunya, aconseguí que no es pagués el cànon de l'aigua a la ciutat de Banyoles, tal com reclamava l'Agència Catalana de l'Aigua a l'empresa privada propietat dels ajuntament de Banyoles i Porqueres. La CUP denuncià la maniobra de Vila com un nou cas de «porta giratòria», és a dir, d'accés a una feina del sector privat, obtenint benefici del seu anterior càrrec públic, produint així conflictes d'interès entre l'esfera pública i la privada, en benefici propi i en perjudici de l'interès públic. El mes de febrer del mateix any va començar a col·laborar com a articulista d'opinió amb La Vanguardia.

### Cercle d'Infraestructures
El 26 de juliol de 2021 es va donar a conèixer que passava a exercir el càrrec de president de la fundació Cercle d'Infraestructures. Malgrat el canvi, l'anterior president, Pere Macias, va romandre a l'entitat com a patró.

## Vida personal
El 2014 es va casar amb Rafael Vertamatti, un cuiner italo-brasiler, en una cerimònia al Castell de Peralada oficiada per Carles Puigdemont, llavors alcalde de Girona. Poc després, el 2016, se separarien. Viu a l'Eixample de Barcelona amb la seva actual parella i és aficionat al senderisme i a les sortides en catamarà pel Golf de Roses.

## Obres publicades
- M. Àngels Custey (coord) (Ajuntament de Figueres i Consell Comarcal de l'Alt Empordà, 2000)
- Un camell en el garatge (El Brau Edicions, 2003) ISBN 9788495946171
- Elogi de la memòria : records, silencis, oblits i reinvencions.  València: Eliseu Climent : 3i4, 2005 (La Unitat ; 188). ISBN 8475027148.
- Puigbert, Josep. Què pensa Santi Vila.  Figueres: Ebe ; Fundació Ramon Trias Fargas, 2006. ISBN 9788493490317.
- Sense límits : o de com a la ciutat tots els somnis han de ser possibles. Figueres : Brau, 2012.[53] ISBN 9788496905597
- Un Moment fundacional : visions des del reformisme modern.  Barcelona: Pòrtic, 2016. ISBN 9788498093681.
- D'herois i traïdors : el dilema de Catalunya, atrapada entre dos focs.  Barcelona: Pòrtic, 2018.[54]
- De quan el liberalisme era pecat : Fèlix Sardà i Salvany, reaccionari i innovador. Barcelona : Viena : Fundació Joan Maragall, 2018[55]
- Vèncer i convèncer: del banc dels acusats al compromís amb la reconciliació. Barcelona : Pòrtic, febrer del 2020[56]
- Vida plena, vida bona: pensament i creativitat des de la llibertat, l'ètica del dubte i la compassió. Barcelona: La Vanguardia, 2021[57]

## Premis i reconeixements
- 2004- Premi Joan Fuster d'assaig, pel llibre Elogi de la memòria.[58]